# Naóforo

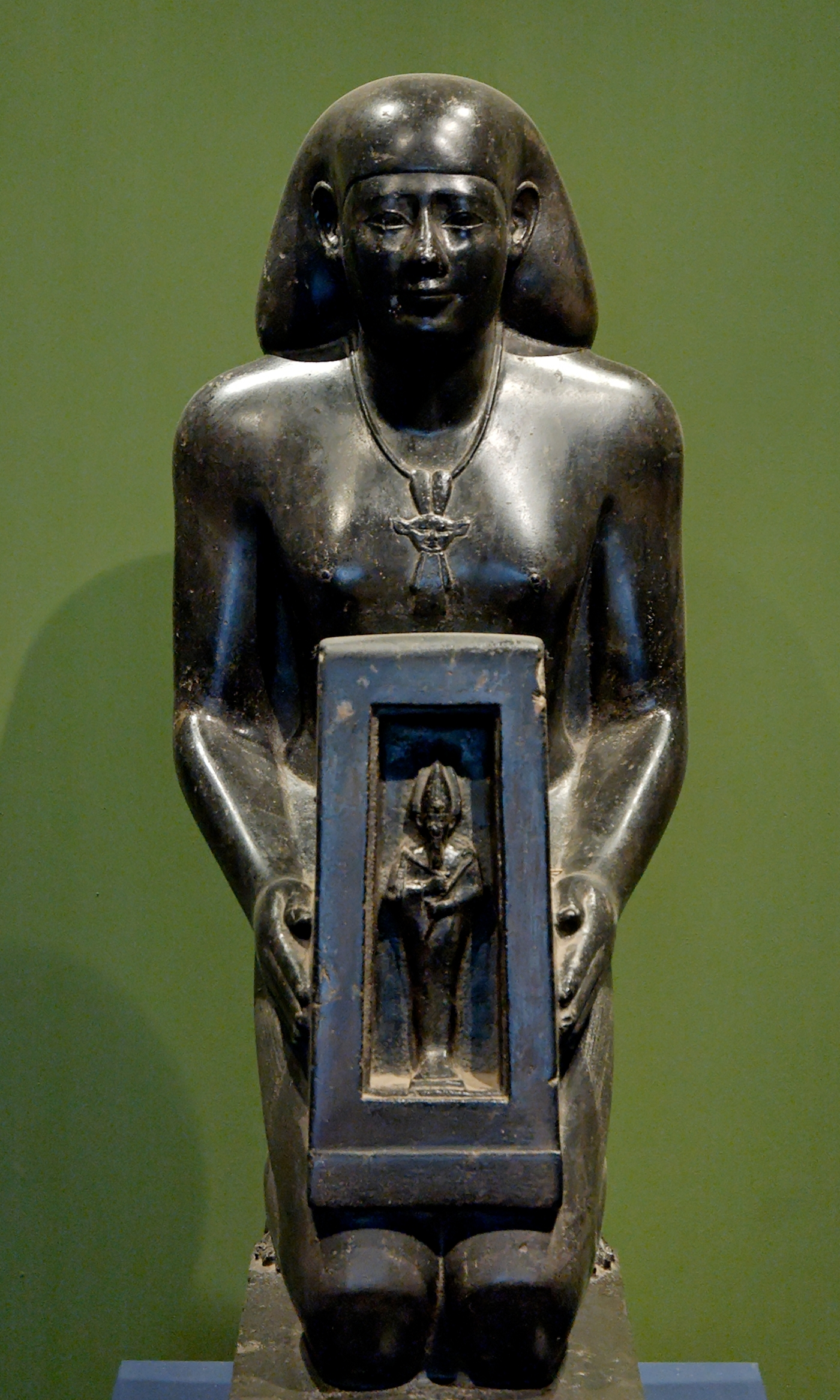
Naóforo Uah-ib-Ra Mery-Neith, en el Museo Arqueológico Nacional de Nápoles.

Un naóforo es una estatua egipcia de una persona que porta la figura de un templo. Se compone de dos elementos: un hombre, generalmente arrodillado, que presenta en sus manos la imagen de un dios enmarcado en un santuario. Este tipo de estatua apareció por primera vez en el Imperio Nuevo, durante la dinastía XIX, pero ganó popularidad con el paso del tiempo y fue muy utilizada en época de los Ptolomeos.
El término «naóforo» significa «portador del templo» y proviene del griego antiguo ναός (naós, "templo") y φορός (forós, "que lleva").
En general son estatuas de un sacerdote o un alto funcionario, de rodillas o en pie. Hay naóforos que muestran más de un dios en el santuario, como la de Panehsy, supervisor del Tesoro de Ramsés II.